# Smak curry
Smak curry (hindi Dabba, ang. The Lunchbox) – indyjski dramat filmowy z 2013 roku w reżyserii debiutanta Ritesha Batry, zrealizowany w ramach koprodukcji międzynarodowej. Film miał swoją premierę w ramach sekcji „Quinzaine des réalisateurs” na 66. MFF w Cannes. Kameralny debiut stał się nie tylko sensacją festiwalową, ale wkrótce później również globalnym przebojem kinowym.

## Fabuła
Omyłkowo dostarczone pudełko z lunchem staje się początkiem znajomości pomiędzy zaniedbywaną gospodynią domową Ilą a samotnym wdowcem Saajanem, przechodzącym wkrótce na emeryturę. Poprzez przekazywane sobie wraz z jedzeniem wiadomości między nieznajomymi sobie osobami nawiązuje się czuła relacja.

## Obsada
- Irrfan Khan jako Saajan Fernandez
- Nimrat Kaur jako Ila
- Nawazuddin Siddiqui jako Shaikh
- Denzil Smith jako pan Shroff
- Bharati Achrekar jako pani Deshpande
- Nakul Vaid jako Rajiv mąż Ili
- Yashvi Puneet Nagar
- Lillete Dubey jako matka Ili

i inni.

## Produkcja
Zdjęcia kręcono w Mumbaju. 